# Romain Fournillier
Romain Fournillier, pilote automobile français né le 30 mai 1991 à Sèvres (Hauts-de-Seine), champion d'Europe 2011 de Racecar Euro Series, catégorie Open sur le Circuit Bugatti du Mans le 9 octobre 2011.
Il est entraîné par Philippe de Korsak, coureur automobile depuis plus de 20 ans, vainqueur de nombreuses compétitions de sports automobiles et ancien coéquipier d'Alain Prost.

## Biographie

### La compétition 2012
L'année 2012 voit Romain Fournillier engagé dans le Championnat ELITE, au volant de la Dodge Charger no 11 du Team OverDrive-McDonald's, dans le cadre du Trophée Junior (destiné aux pilotes âgés de moins de 25 ans). Son coéquipier pour cette saison 2012 est Alain Grand. L'enjeu est de taille pour cette compétition 2012, puisque le champion Elite gagne une course NASCAR, et le meilleur Junior gagne un test en NASCAR. 

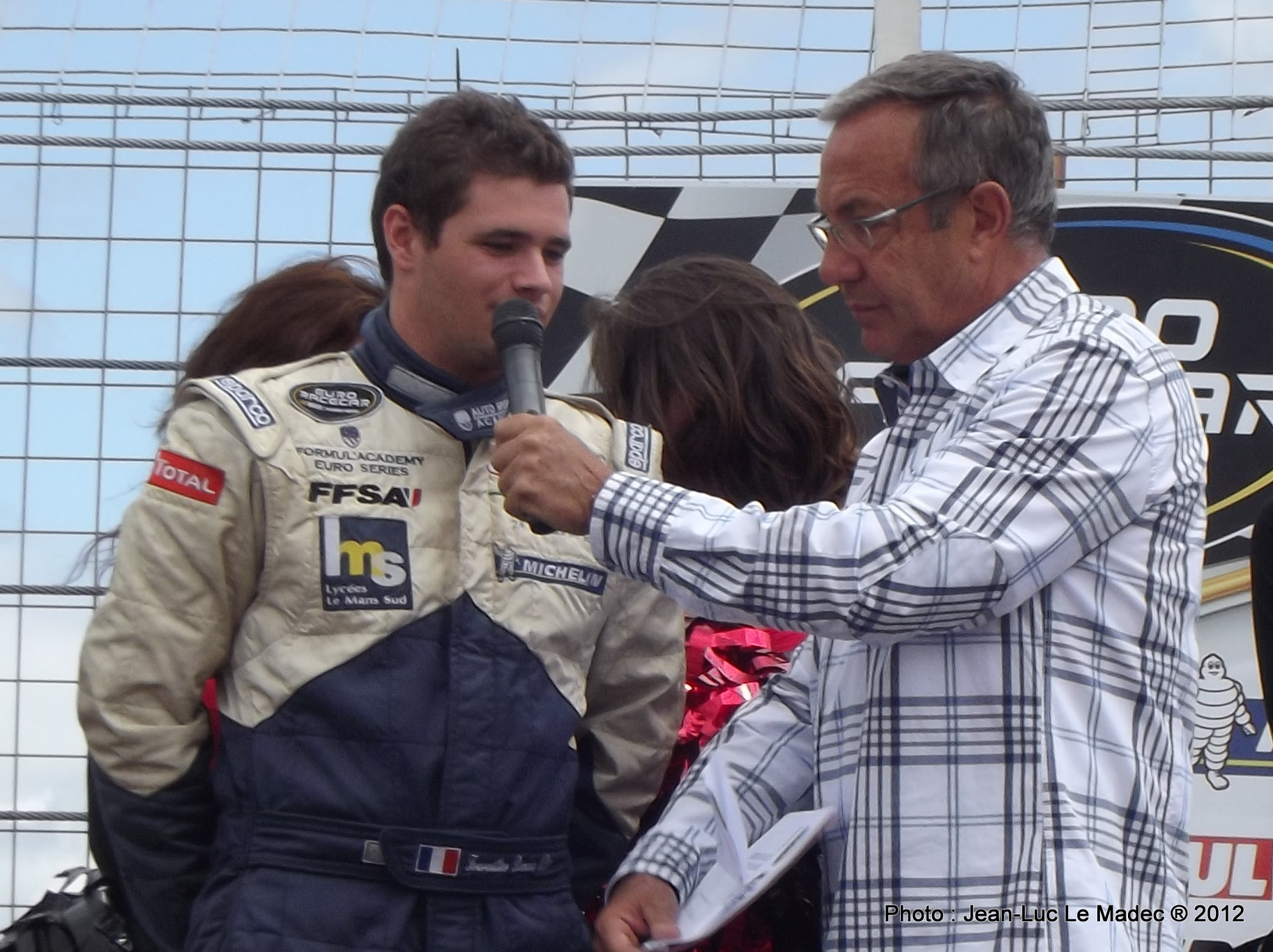
Romain Fournillier lors de la présentation des pilotes, à Tours Speedway 2012

- Nogaro : sur ce circuit où se déroule le round no 1 de la saison, il engrange ses premiers points à l'issue des courses Sprint et Endurance, et se classe 5e au général dès le début du championnat.
- Brands Hatch : lors des essais qualificatifs, il est victime d'une crevaison à 5 tours de la fin, alors qu'il pouvait prétendre à la pole position compte tenu de très bons chronos pendant toute la série. Le pilote est contraint de prendre le départ le lendemain en 11e position sur la grille. Son objectif : tout faire pour remonter. Au cours de la Sprint Race ELITE, la Dodge Charger no 11 OverDrive-McDonald's cède du terrain pour se retrouver pendant la course en 14e position. Mais c'est sans compter sur la persévérance de son pilote qui remonte et boucle son 25e tour de piste en 9e position, après une course de 21 min 12 s 811. À l'issue des 24 tours de la course Endurance Elite, il finit à la 10e place, tandis qu'à la course relais Endurance, les deux coéquipiers terminent 5e après 50 tours de piste. Au classement général, Romain Fournillier est en 6e position après cette deuxième épreuve de la saison.

- Spa : c'est sur ce circuit de Spa-Francorchamps que se déroule la 3e épreuve de la saison 2012. Un chrono défavorable lors des qualifications, positionne la voiture sur la grille 13 pour la course SPRINT. Le pilote parvient néanmoins dès les premières secondes à remonter plusieurs concurrents, faisant ainsi un de ses meilleurs départs de toutes ses courses, jusqu'à atteindre en course la position n° 3. La malchance le rattrape lors d'un heurt avec une autre voiture qui touche la sienne et occasionne une crevaison. Il finit la course Sprint à la 18e position. Romain Fournillier effectue une belle course Endurance ELITE en bouclant les 9 tours en 27 min 14 s 947, ce qui lui vaut la 4e place. Par ailleurs, son coéquipier Alain Grand réalise lui aussi des temps intéressants en OPEN et permettent tous deux au Team OverDrive-McDonald's d'engranger 439 points, faisant d'elle la 5e du classement à ce stade. Après cette manche, Romain Fournillier est 8e au classement général.

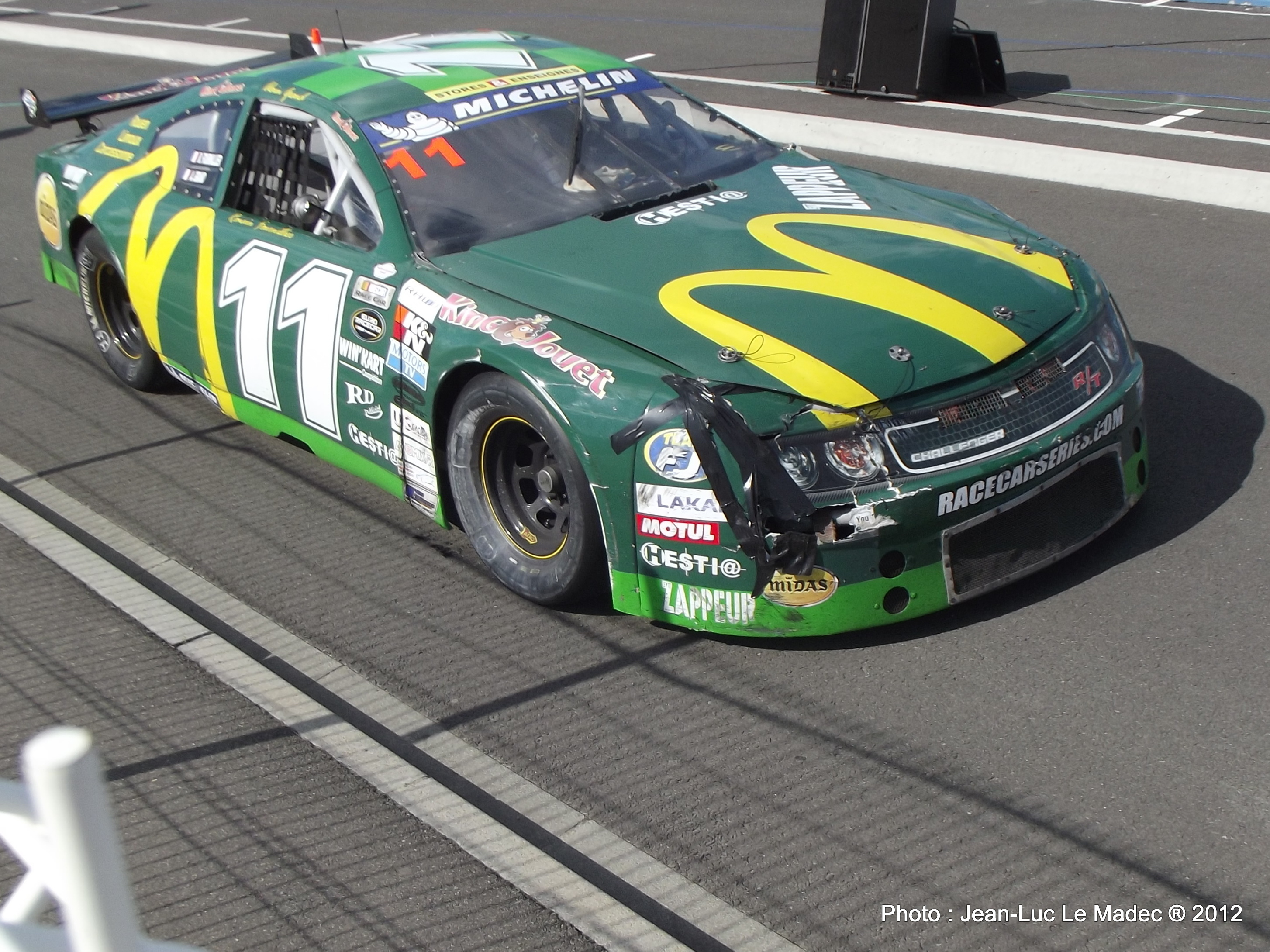
La voiture no 11 du Team OverDrive-McDonald's à Tours Speedway 2012, à l'issue des courses

- Tours : pour la première fois en Europe, un circuit ovale temporaire est créé, dans une ville française, et accueille le quatrième round de cette saison 2012 des Euro Racecar NASCAR Touring Series. Aux essais qualificatifs ELITE, Romain Fournillier effectue sur la voiture no 11 du Team OverDrive-McDonald's le meilleur chrono en 17 s 702 et obtient la pole position. Pour cette manche spéciale "Tours Speedway" sur un anneau, ce n'est pas une mais deux super-finales par catégorie qui ont lieu. Dans la Super Finale 1 (Michelin 100) le samedi 7/7/2012 en 100 tours, il termine 6e sous la pluie, la voiture endommagée sur l'avant droit à la suite d'un choc. Puis pour la Super Finale 2 (Tours Evénement 100) le dimanche 8/7/2012 en 100 tours également, le pilote parvient en course à remonter jusqu'en 2e position mais il est victime d'un accrochage dans le virage n°2 au 98e tour, ce qui lui fait perdre le podium. Il franchit la ligne d'arrivée en 7e position.
À noter que cette pole position obtenue par Romain Fournillier en qualification est historique[1]. En effet, c'est la première fois dans l’histoire d'un championnat NASCAR que les concurrents ont roulé sur un ovale humide. Le pilote avait pourtant osé une monte de pneumatiques "slick" (lisses) au lieu des pneus pluie (à rainures) choisis par d'autres concurrents. Après cette manche, Romain Fournillier remonte à la 6e position au tableau général.

- Valencia : le bon chrono réalisé (1:44.530) lors des essais qualificatifs permet au pilote de positionner la voiture no 11 sur la 3e place de la grille de départ. Sous des conditions météo difficiles (la pluie ayant décidé d'être au rendez-vous), le pilote se classe malheureusement 20e pour la course SPRINT ELITE, tandis qu'il finit à la 8e position à l'issue de la course ENDURANCE ELITE.
Après cette cinquième et avant-dernière manche de la saison 2012, Romain Fournillier est 8e au tableau général avec 392 points (égalité aux points avec le pilote suédois Freddy Nordstrom), et à 125 points derrière le leader espagnol Ander Vilariño qui en totalise 517. Sa courbe de résultats au classement est la suivante : 5e - 6e - 8e - 6e - 8e.

#### Tableaux des résultats
Résultats et classements 2012

### La compétition 2011
Afin de se caler sur le modèle américain, les RACECAR Euro Series adoptent cette année le nouveau
système de points créé par la NASCAR en 2011.
La distribution des points s'effectue ainsi à chaque course :
- points obtenus : 1er = 43 points, 2e = 42 points, 3e = 41 points, 4e = 40 points, … 43e = 1 point
- bonus de points : victoire : +3 points, 1er tour mené : +1 point, plus de tours menés :+1 point

Romain Fournillier court en 2011 dans le Championnat OPEN.
Lors du Trophée Open 2011 disputée sur le circuit Bugatti du Mans le week-end du 9 octobre 2011, il se présente pour la dernière course du championnat, en deuxième position à quatre points d'Emmanuel Brigand. Le jeune pilote Soissonnais réalise le meilleur temps lors des essais qualificatifs en série Open (1 min 47 s 238) et décroche ainsi la pole position sur la grille de départ du lendemain. Stratégie envisagée par le pilote : partir devant et creuser l'écart pour se mettre à l'abri.
- Ayant mené tous les tours de cette première manche, il gagne ce Sprint Open au volant de la  Ford Mustang no 22 du Team Overdrive[3], avec 8 secondes d'avance sur Vincent Gonneau, talonné par Anthony Garbarino[4],[5].

- Dans la deuxième manche (Course Endurance avec son coéquipier Pierre Ragues), il effectue une belle remontée et arrache une 4e place derrière le trio de tête composé de Gérald Cormon, Alain Grand et Vincent Gonneau. Cette place lui permet d'obtenir son 1er titre européen[6].

Romain Fournillier remporte le Championnat 2011 Open devant Emmanuel Brigand au terme d’un duel serré qui aura duré toute la saison,.

#### Tableaux des résultats
Résultats et classements 2011

## Palmarès

### Palmarès automobile
- 2011 : vainqueur du championnat d'Europe Racecar Euro Series 2011 catégorie Open, Circuit Bugatti du Mans le 9 octobre 2011.
  - 4 pole position : Nogaro, Aragon, Zandvoort, Le Mans
  - 5 victoires : Nogaro, Aragon, Zandvoort (Open & Endurance), Le Mans
- 2010 : 4e du championnat d'Europe Racecar Series 2010 Trophée Open.

### Palmarès karting
- 2008 :
  - sélectionné Athlète de Haut Niveau Espoir par le Ministère de la Jeunesse et des Sports
  - championnat Ligue Nord-Picardie - catégorie Nationale
  - vainqueur à Douvrin (Pas-de-Calais) mars 2008
  - 11e de la Coupe de France à Mirecourt

- 2007 :
  - 8e au championnat "Ligue Nord-Picardie" - catégorie Nationale
  - qualifié en Pôle Espoir Coupe de France à Valence (Drôme)
  - sélectionné en "pôle espoir filière" FFSA (Fédération française du sport automobile) /Auto Sport Academy - Le Mans[9]
  - 8e au Championnat de France FFSA

- 2006 :
  - 12e du championnat Ligue Nord-Picardie - catégorie Cadet

### Résultats
| Saison     | Classement | Team                   | Voiture             | Points inscrits | Retard | Pole Position | Victoires | Top 5 | Top 10 | Dernière mise à jour |
| ---------- | ---------- | ---------------------- | ------------------- | --------------- | ------ | ------------- | --------- | ----- | ------ | -------------------- |
| 2012 Elite | 6e         | OverDrive - McDonald's | no 11 Dodge Charger | 392             | -125   | 1             | 0         | 1     | 8      | 1er octobre 2012     |
| 2011 Open  | 1er        | OverDrive              | no 22 Ford Mustang  | 529             | Leader | 3             | 5         | 7     | 10     |                      |
| 2010 Open  | 4e         | OverDrive              | no 22 Ford Mustang  | 2 067           | -371   | 3             | 2         | 6     | 7      |                      |

### Points inscrits par course
| Saison | Saison | Nogaro | Nogaro | Aragón | Aragón | Zandvoort | Zandvoort | Nevers | Nevers | Brands Hatch | Brands Hatch | Spa | Spa | Tours | Tours | Valencia | Valencia | Le Mans | Le Mans | Total des points | Total des points |
| ------ | ------ | ------ | ------ | ------ | ------ | --------- | --------- | ------ | ------ | ------------ | ------------ | --- | --- | ----- | ----- | -------- | -------- | ------- | ------- | ---------------- | ---------------- |
| 2012   | 2012   | 38     | 38     | -      | -      | -         | -         | -      | -      | 35           | 34           | 26  | 40  | 55    |       |          |          |         |         | 266              |                  |
| 2011   | 2011   | 48     | 39     | 48     | 46     | 39        | 48        | 43     | 37     | 42           | 29           | -   | -   | -     | -     | -        | -        | 96      | 80      | 529              |                  |
| 2010   | 2010   | 185    | 124    | 155    | 87     | 165       | 160       | 121    | 138    | 127          | 165          | -   | -   | -     | -     | -        | -        | 380     | 260     | 2 067            |                  |